# 王賓 (成化丙戌進士)
王賓（1432年—1504年），字用之，号静菴，浙江嚴州府淳安縣人，明朝政治人物。

## 生平
天順三年（1459年）舉己卯科浙江鄉試第五名，成化二年（1466年）丙戌科进士，授云南道监察御史，歷改山西道、湖广道，升广东韶州府知府。弘治十七年（1504年）卒。

## 家族
曾祖王榮，祖王本宗，父王志善，母余氏。